# إيرل ويب
إيرل ويب (بالإنجليزية: Earl Webb) هو لاعب كرة قاعدة أمريكي، ولد في 17 سبتمبر 1897 في مقاطعة وايت في الولايات المتحدة، وتوفي في 23 مايو 1965 في جيمستاون في الولايات المتحدة.

## وصلات خارجية
- إيرل ويب على موقعبيزبول رفرنس.كوم (الدوري الرئيسي) (الإنجليزية)
- إيرل ويب على موقعبيزبول رفرنس.كوم (الدوري الثانوي) (الإنجليزية)
- إيرل ويب على موقع جمعية أبحاث البيسبول الأمريكية (الإنجليزية)
- إيرل ويب على موقع إي إس بي إن.كوم (أم.أل.بي) (الإنجليزية)
- إيرل ويب على موقع مشجعي الرسوم البيانية (الإنجليزية)